# 海南颈槽蛇
海南颈槽蛇（学名：Rhabdophis adleri）为游蛇科颈槽蛇属的爬行动物，是中国的特有物种。分布于海南等地，主要生活于海拔500-700米的平原、丘陵或低山、常发现于田埂或路边草地以及亦发现于林中。其生存的海拔范围为500至700米。该物种的模式产地在海南吊罗山。

## 保护
本种于2023年被收录入《有重要生态、科学、社会价值的陆生野生动物名录》。